# Saint-Gildas-de-Rhuys
Saint-Gildas-de-Rhuys is een gemeente in het Franse departement Morbihan (regio Bretagne). De plaats maakt deel uit van het arrondissement Vannes. De gemeente telde 1.784 inwoners op 1 januari 2022. Het ligt in het zuiden van Bretagne, op het schiereiland Rhuys tussen de Golf van Morbihan en de Atlantische Oceaan.

## Geografie
De oppervlakte van Saint-Gildas-de-Rhuys bedroeg op 1 januari 2022 15,28 vierkante kilometer; de bevolkingsdichtheid was toen 116,8 inwoners per km².

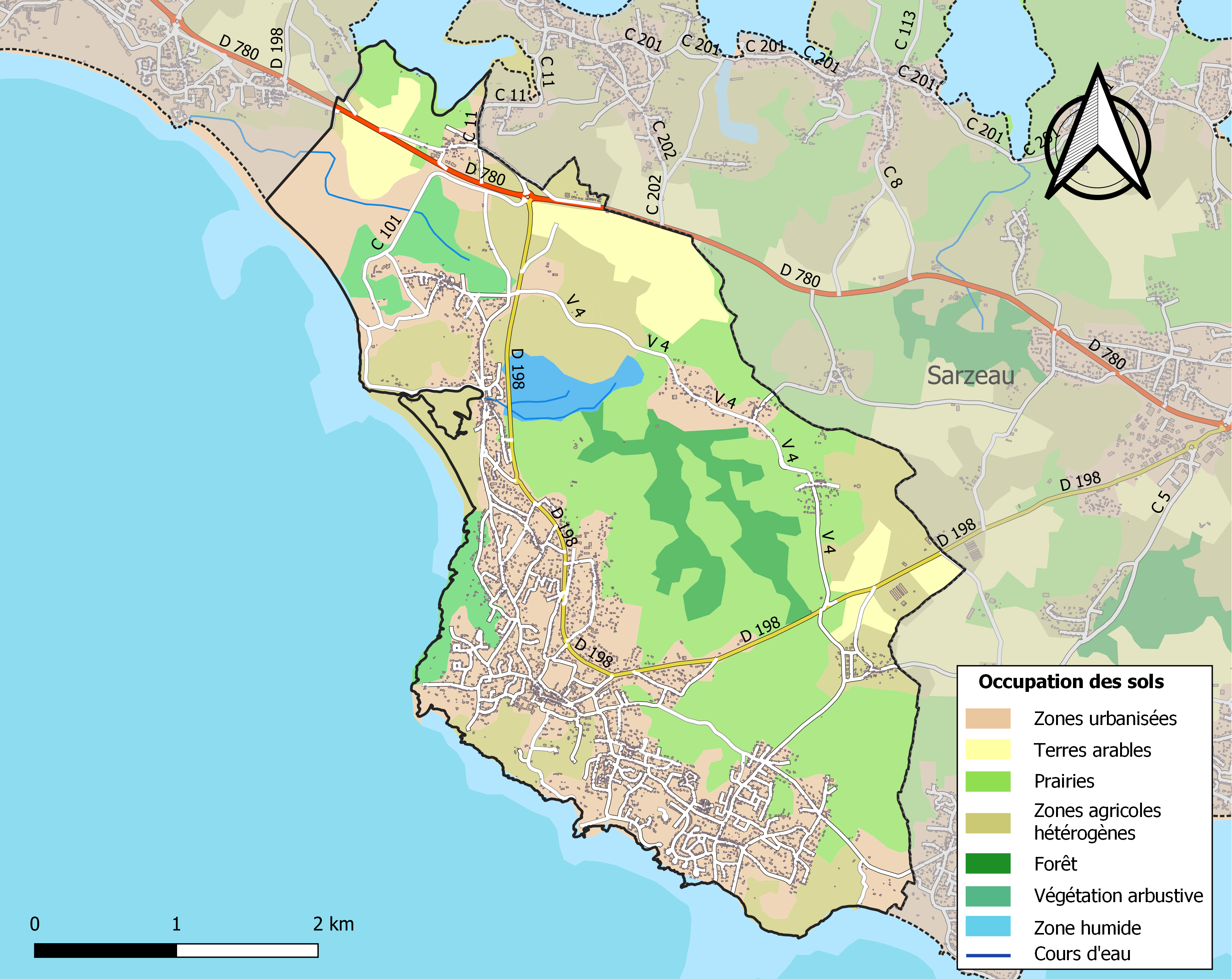
Kaart van de gemeente met de belangrijkste infrastructuur, bodemgebruik en omliggende gemeenten

## Demografie
Onderstaande figuur toont het verloop van het inwonertal, bron: INSEE-tellingen. 

## Galerij

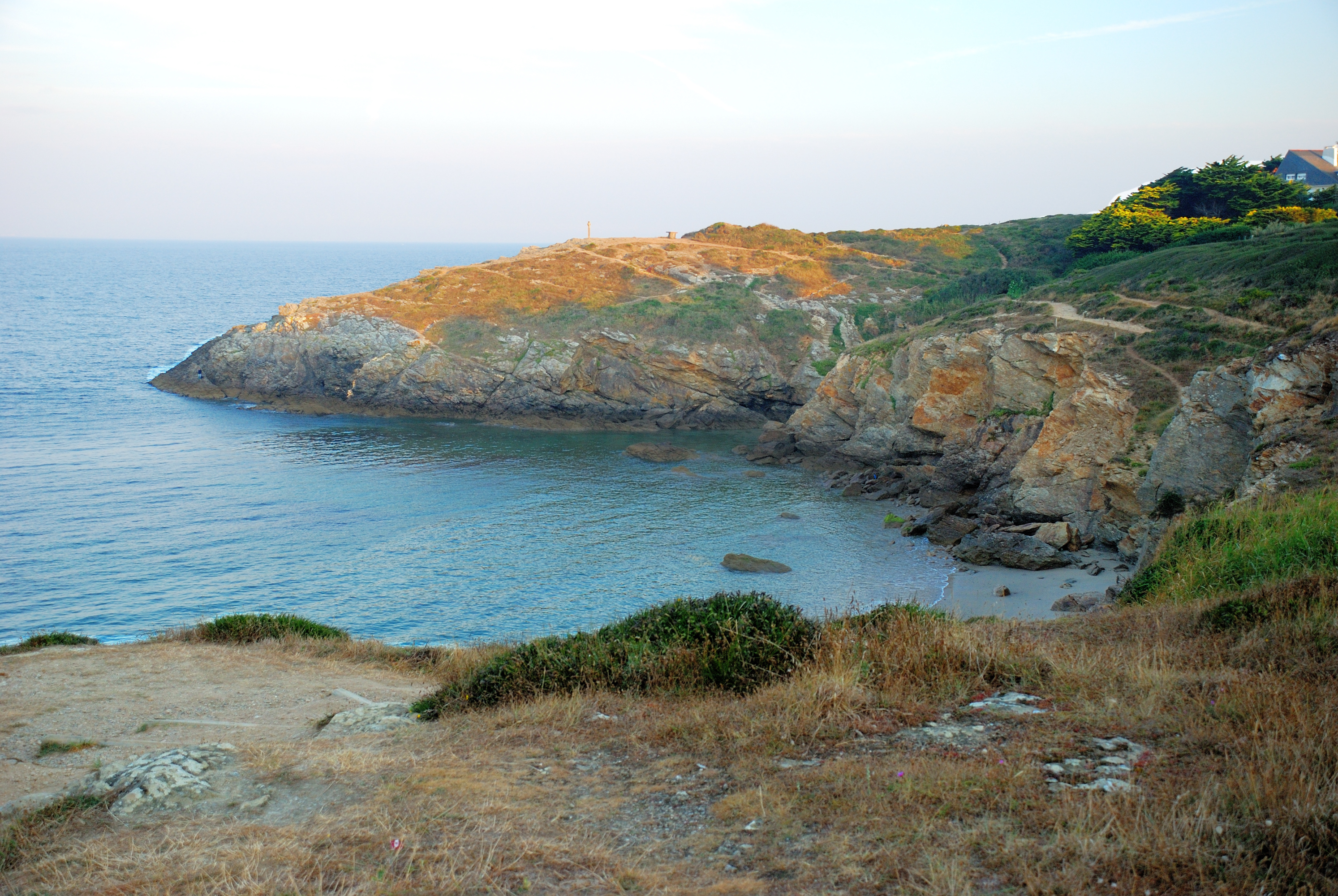
Kust bij Saint-Gildas-de-Rhuys
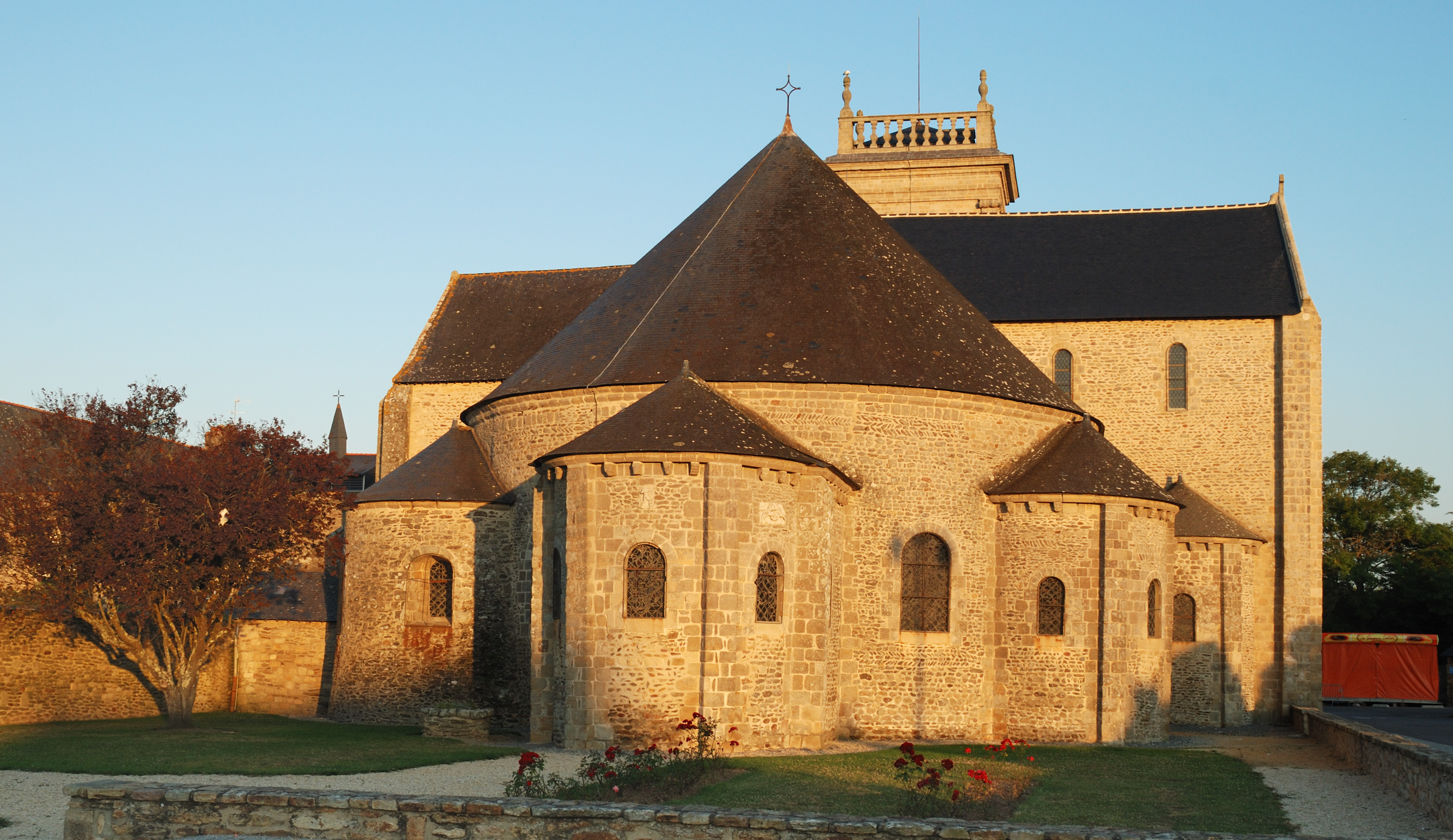
Abdij van Saint-Gildas-de-Rhuys met het graf van St. Gildas
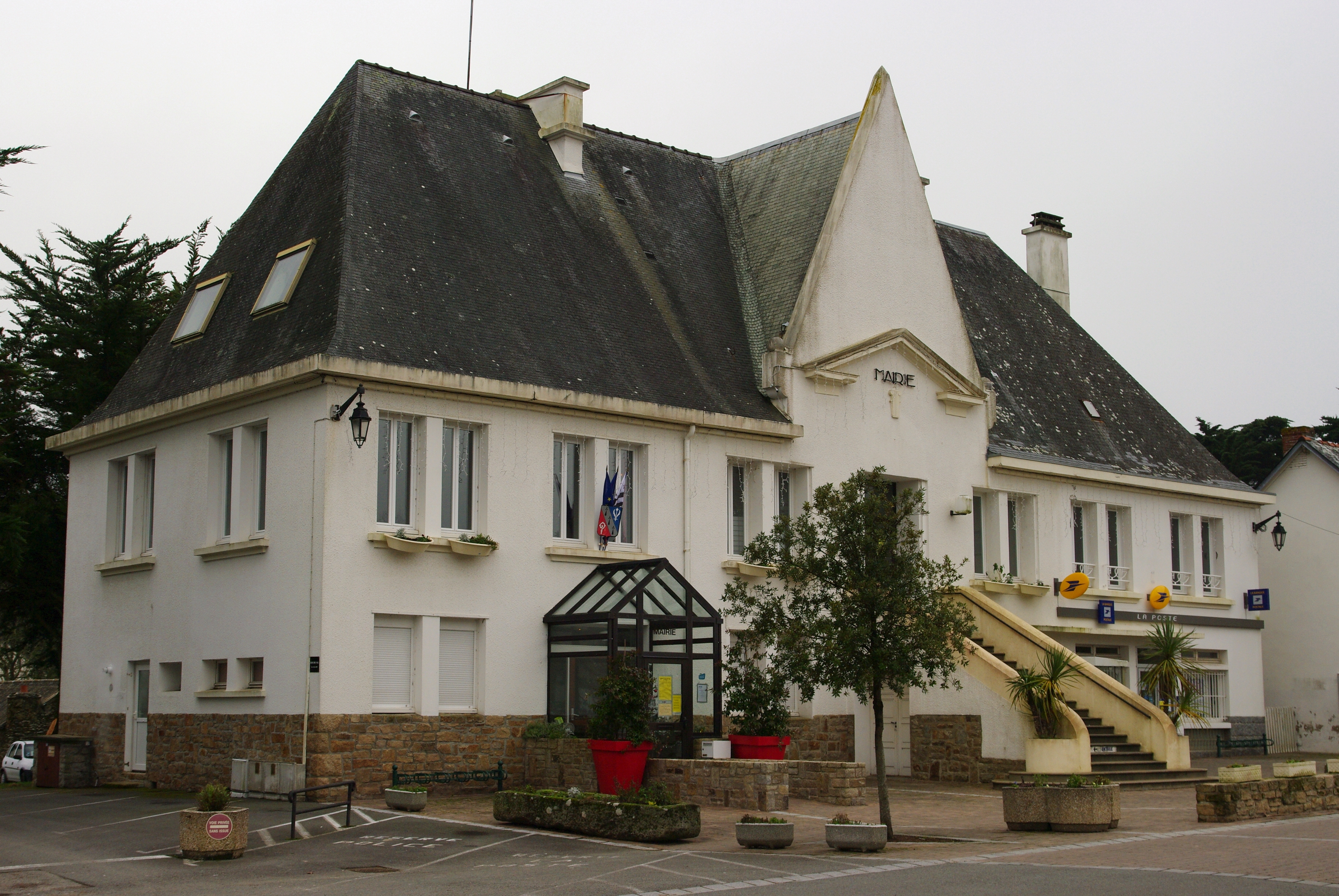
Gemeentehuis